# Casabona
Casabona – miejscowość i gmina we Włoszech, w regionie Kalabria, w prowincji Krotona.
Według danych na rok 2004 gminę zamieszkiwało 3161 osób, 46,5 os./km².